# Le Terminal
Pour les articles homonymes, voir Terminal.
Pour plus de détails, voir Fiche technique et Distribution.
Le Terminal (The Terminal) est une comédie dramatique américaine réalisée par Steven Spielberg, sortie en 2004.
Le scénario s'inspire de l'histoire véridique de l'Iranien Mehran Karimi Nasseri,, comme le film Tombés du ciel avant lui.

## Synopsis
Viktor Navorski est un touriste comme un autre. Seulement, au moment de s'enregistrer sur le territoire américain, il est bloqué car dans son pays d'origine, la Krakozie, le gouvernement vient d'être renversé par un soulèvement de l'intérieur, ce qui plonge le pays dans la guerre civile.
Viktor, en partie à cause de ses difficultés pour communiquer en langue anglaise, voit son passeport et son billet de retour confisqués par l'administration de l'aéroport, dirigé par Frank Dixon, le nouveau directeur temporaire de l'aéroport John-Fitzgerald-Kennedy (JFK), qui tente en vain de lui expliquer la gravité de la situation. Malgré tout, Viktor finit par comprendre grâce aux postes de télévision disposés dans le terminal que son pays a sombré dans la guerre.
Bloqué dans l'aéroport, il décide alors de s'installer dans une section fermée du terminal de JFK, à la porte d'embarquement 67. Dixon, qui est pressenti pour devenir le nouveau directeur de l'aéroport JFK, n’apprécie pas beaucoup cela et tente de le pousser à entrer par effraction sur le territoire des États-Unis pour qu'il devienne le problème d'une autre administration. Viktor refuse et préfère attendre de pouvoir pénétrer légalement sur le territoire américain.
À partir de cet instant, Dixon va tenter le maximum pour rendre la nouvelle vie de Viktor impossible. Devenu indésirable, et sans réelles ressources, il va subsister dans JFK, en faisant des petits boulots pour gagner sa vie, se faire des amis parmi les employés puis finalement trouver l'amour avec une hôtesse de l'air.

## Fiche technique
Sauf indication contraire, les informations mentionnées dans cette section peuvent être confirmées par les bases de données cinématographiques IMDb et Allociné,  présentes dans la section « Liens externes ».
- Titre original : The Terminal
- Titre français : Le Terminal
- Réalisation : Steven Spielberg
- Scénario : Sacha Gervasi et Jeff Nathanson, d'après une histoire de Sacha Gervasi et Andrew Niccol
- Musique : John Williams
- Direction artistique : Christopher Burian-Mohr et Brad Ricker
- Décors : Alex McDowell
- Costumes : Mary Zophres
- Photographie : Janusz Kamiński
- Son : Anna Behlmer, Charles L. Campbell, Richard C. Franklin, Ron Judkins, Andy Nelson, Denis St. Amand
- Montage : Michael Kahn
- Production : Laurie MacDonald, Walter F. Parkes et Steven Spielberg
  - Production déléguée : Jason Hoffs, Andrew Niccol et Patricia Whitcher
  - Coproduction : Sergio Mimica-Gezzan
- Sociétés de production : Amblin Entertainment et Parkes/MacDonald Productions, présenté par Dreamworks Pictures
- Sociétés de distribution : DreamWorks Distribution (États-Unis) ; United International Pictures (France, Suisse romande)
- Budget : 60 millions USD[3],[4]
- Pays de production :  États-Unis
- Langues originales : anglais, allemand, bulgare, espagnol, français , mandarin, russe
- Format : couleur (Technicolor) — 35 mm — 1,85:1 / 2,35:1 (Panavision) — son DTS / Dolby Digital / SDDS
- Genre : comédie, drame, romance
- Durée : 128 minutes
- Dates de sortie[5] :
  - États-Unis : 18 juin 2004
  - Québec : 25 juin 2004[6]
  - France : 4 septembre 2004 (Festival du cinéma américain de Deauville) ; 15 septembre 2004 (sortie nationale)[7]
  - Belgique, Suisse romande : 15 septembre 2004[8],[9]
- Classification[10] :
  - États-Unis : accord parental recommandé, film déconseillé aux moins de 13 ans (PG-13 - Parents Strongly Cautioned)[N 1]
  - France : tous publics[11]
  - Belgique : tous publics (Alle Leeftijden)[8]
  - Suisse romande : interdit aux moins de 7 ans[12]
  - Québec : tous publics (G - General Rating)[6]

## Distribution
- Tom Hanks (VF : Jean-Philippe Puymartin) : Viktor Navorski
- Catherine Zeta-Jones (VF : Marjorie Frantz) : Amelia Warren
- Stanley Tucci (VF : Pierre-François Pistorio) : Frank Dixon
- Barry Shabaka Henley (VF : Daniel Kamwa) : Thurman
- Zoe Saldaña (VF : Ethel Houbiers) : l'officier Dolores Torres
- Diego Luna (VF : Marc Saez) : Enrique Cruz
- Kumar Pallana (VF : Michel Elias) : Gupta Rajan
- Chi McBride (VF : Jacques Martial) : Joe Mulroy
- Corey Reynolds (VF : Daniel Lobé) : Waylin
- Guillermo Diaz (VF : Cédric Dumond) : Bobby Alima
- Eddie Jones : Salchak, le supérieur de Dixon
- Jude Ciccolella : Karl Iverson
- Michael Nouri : Max
- Benny Golson : lui-même
- Sasha Spielberg : Lucy

- Version française
  - Studio de doublage : Cinéphase
  - Direction artistique : Jean-Philippe Puymartin
  - Adaptation des dialogues : Christian Dura

 Source et légende : version française (VF) sur RS Doublage  et Voxofilm

## Production

### Scénario
Le film s'inspire directement de l'histoire de Mehran Karimi Nasseri, réfugié iranien sans papiers et déchu de sa nationalité, bloqué à l'aéroport Roissy-Charles-de-Gaulle de 1988 à 2006. Nasseri, surnommé Sir Alfred, qui a depuis écrit sa biographie, The Terminal Man, sera rétribué pour être l'inspirateur du scénario[réf. non conforme].
Sa mésaventure avait déjà inspiré le film français Tombés du ciel, réalisé par Philippe Lioret, sorti en 1994[réf. non conforme].

### Attribution des rôles
Le rôle de Lucy, la jeune fille que Viktor aide à fermer sa valise, est interprété par Sasha Spielberg, la fille du cinéaste[réf. non conforme].
Zoe Saldana interprète l'agent des douanes Torres, qui, lorsqu'elle est questionnée sur ses loisirs, dit participer à des conventions sur le thème de Star Trek, déguisée en lieutenant Nyota Uhura. Zoe Saldana interprètera le rôle de Uhura cinq ans plus tard dans le film Star Trek de J. J. Abrams[réf. non conforme].

### Tournage
Le tournage a lieu d'octobre à décembre 2003. Il se déroule à Los Angeles, New York et Palmdale, aux États-Unis, ainsi qu'à l'aéroport international Montréal-Mirabel au Québec.
par ailleurs, un décor de 20 000 m2 est réalisé par le chef décorateur Alex McDowell[réf. non conforme].

### Musique
- Strangers in the Night, interprété par Strings Unlimited
- Thème de Summer Place, interprété par Starlite Orchestra
- I Love New York, composé par Steve Karmen
- The Glory of Love, interprété par Big Bill Broonzy
- Something in B-Flat, interprété par Benny Golson
- For All We Know, composé par Fred Coots et Samuel Lewis
- Del' Divani, composé par Vigen Derderian
- Killer Joe, interprété par Benny Golson

## Distinctions

### Récompenses

#### 2004
- Festival du film de Hollywood : directrice de casting de l'année pour Debra Zane
- GoldSpirit Awards :
  - Meilleur thème de bande dessinée pour John Williams (pour Le Conte de Viktor Navorski)
  - Meilleure bande originale pour une comédie pour John Williams
- International Film Music Critics Award (IFMCA) : meilleure musique originale pour un film comique pour John Williams

#### 2005
- Art Directors Guild : prix d'excellence dans la conception de la production et la direction artistique des meilleurs décors dans un film contemporain pour Christopher Burian-Mohr, Isabelle Guay, Bruce Robert Hill, Martha Johnston, Nicolas Lepage, Alex McDowell, Harry E. Otto, Jean-Pierre Paquet et Brad Ricker
- BMI Film and TV Awards : prix BMI de la meilleure musique de film pour John Williams
- Nielsen / EDI Gold Reel Awards : International Gold Reel Award

### Nominations

#### 2004
- GoldSpirit Awards :
  - Meilleur thème romantique pour John Williams (pour le dîner avec Amelia)
  - Meilleur thème romantique pour John Williams (pour la scène de la fontaine)
  - Meilleure bande son pour John Williams

#### 2005
- Golden Trailer Awards : meilleure bande-annonce d'un film romantique
- Il Festival Nazionale del Doppiaggio Voci nell'Ombra : meilleure voix masculine pour Angelo Maggi
- International Online Cinema Awards (INOCA) : meilleure direction artistique pour Alex McDowell et Anne Kuljian
- Jupiter Awards : meilleur acteur international pour Tom Hanks
- Motion Picture Sound Editors : meilleur montage sonore dans un long métrage - Dialogues et doublages pour Charles L. Campbell, Richard C. Franklin, Mildred Iatrou, R.J. Kizer, Vanessa Lapato et Bernard Weiser

### Sélections
- Festival du cinéma américain de Deauville 2004 : premières - hors compétition pour Steven Spielberg

## Éditions en vidéo
- En France, le film Le Terminal est sorti en DVD édition spéciale le 22 mars 2005[18]. Par la suite, le film est ressorti en DVD édition spéciale le 3 août 2006[19], puis deux fois en Blu-ray le 7 mai 2014[20] et le 2 février 2022[21]. Le film est également sorti en VOD le 7 novembre 2017[7].

## Autour du film
Viktor Navorski, originaire d'un pays imaginaire d'Europe de l'Est, la Krakozie, parle en fait le bulgare[réf. non conforme].
Ce film est inspiré par l'histoire de Sir Alfred Mehran. Une personne ayant vécu de 1988 à 2006 (18 ans) dans l'Aéroport de Paris-Charles-de-Gaulle sans pouvoir en sortir.
Le saxophoniste ténor de jazz américain Benny Golson, disparu en septembre 2024, incarne, à la fin du film, son propre rôle sur scène en jouant le début du thème de Killer Joe.